# Cantueso
El cantueso o cantauesso és un licor elaborat a la província d'Alacant, especialment a les ciutats d'Elx i Monòver s'obté per la destil·lació de la flor i el peduncle de la planta del Thymus moroderi i alcohol neutre. El seu contingut en alcohol està comprès entre el 25% i el 35% amb un contingut mínim en sucre de 100 grams per litre, el que li proporciona un sabor dolç característic i un color que va des del transparent al bru. Per a la seua elaboració el licor ha de romandre un mínim de dos mesos en repòs podent ser envellit en barrils de roure durant un període de dos anys com a mínim. Així mateix, el primer empresari que va comercialitzar el cantueso va ser el licorista monover Queremón Alfonso Prats (1886 – 1936).
Per tal de fer el licor cal recol·lectar la flor del cantauesso, procedent només de les comarques de l'Alacantí, del Baix Segura, de l'Alt Vinalopó, del Vinalopó Mitjà i del Baix Vinalopó, en el moment de la màxima floració (maig i juny) mitjançant la poda o la sega per a recollir les flors i els seus peduncles, mai les parts llenyoses. Després es renten i s'assequen a l'aire en llocs amb poca llum i conservades a llocs frescs, secs i amb poca llum fins al moment de la seua utilització.
La seua elaboració està regulada com a Denominació Geogràfica controlada pel consell regulador de les «denominacions específiques de begudes espirituoses tradicionals d'Alacant» juntament amb l'anís paloma, l'herbero i l'aperitiu cafè d'Alcoi.